# M24 (amas stellaire)
Pour les articles homonymes, voir M24.
M24 est un amas stellaire situé dans la constellation du Sagittaire, d'environ 600 années-lumière de large. On désigne souvent M24 comme étant le "nuage du sagittaire". Il fut découvert par Charles Messier le 20 juin 1764. Celui-ci le décrit alors comme une « large nébulosité dans laquelle se trouvent de nombreuses étoiles de différentes magnitudes ».
M24 n'est pas un « amas » à proprement parler, il s'agit plutôt d'un vaste nuage galactique composé d'étoiles et de gaz interstellaire probablement situé dans le bras spiral intérieur de notre galaxie, la Voie lactée .  Ainsi M24 n'est pas un véritable objet du ciel profond et est souvent considéré comme une erreur du Catalogue de Messier tout comme M40 (Winnecke 4) et M73 (groupe d'étoiles).

## Présentation

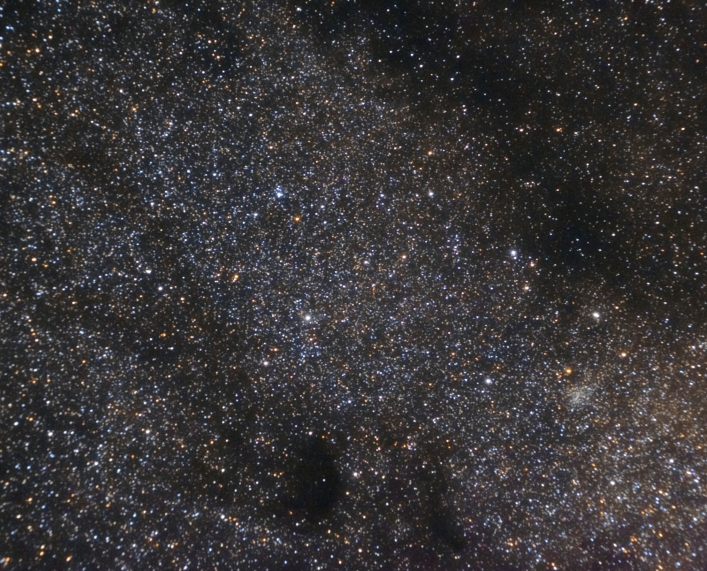
Les nébuleuses de Barnard B92 et B93, ainsi que NGC 6603, sont visibles en bas de l'image.

À l'intérieur de celui-ci se trouvent deux amas ouverts, NGC 6603 (qui est parfois désigné à tort comme étant M24) et qui est visible à l'œil nu, et Markarian 38 (petit groupement d'étoiles serrées autour de SAO 161217) ainsi que deux nébuleuses obscures cataloguées par Edward Emerson Barnard (B92 et B93) qui se situent sûrement en avant de ce nuage, dans le bras du Sagittaire-Carène à 7000 années-lumière.
M24 occupe un volume relativement grand avec une profondeur de 10 000 à 16 000 années-lumière. C'est la plus grande concentration d'étoiles individuelles visible aux jumelles, avec environ 1000 étoiles visibles à l'intérieur d'un seul champ de vue.